# Drosophila setiger
Drosophila setiger är en tvåvingeart som beskrevs av Grimshaw 1901. Drosophila setiger ingår i släktet Drosophila och familjen daggflugor.
Artens utbredningsområde är Hawaii.